# Newmont Mining
Newmont Mining Corporation est une entreprise américaine faisant partie d'un conglomérat basé à Denver dans le Colorado. 
Elle est l'une des cinq plus grandes compagnies du monde pour la production d'or : en fusionnant en 2019 avec Goldcorp, la société occupe depuis la place de numéro un mondial dans l'extraction minière de l'or.

## Histoire
Le colonel et ingénieur américain William Boyce Thompson fonde The Newmont Company à New York en 1916, sous la forme d'une holding destinée à investir dans le pétrole, l'or, et les compagnies minières. Le nom « Newmont » viendrait de New York et Montana, ce dernier État étant le berceau de la fortune de Thompson, déjà très importante. En 1917, il investit 25 % de sa fortune dans l'Anglo American. En 1921, la société devient The Newmont Coporation et entre en bourse. En 1929, Newmont Corp. rachète l'Empire Star Mine, une mine d'or mythique, ouverte en 1850 en Californie. En 1939, Newmont possède déjà 12 mines d'or sur le sol américain.
Les investissements pétrolifères débutent en 1925, avec l'acquisition d'intérêts au Texas, puis en Louisiane, dans le golfe du Mexique, etc. William Boyce Thompson meurt en 1930, et Newmont parvient à sortir indemne de la crise amorcée en octobre 1929.
Après guerre, les acquisitions se font à l'étranger : la mine de Tsumeb en Namibie, la mine de cuivre d'O'Okiep à Namaqualand en Afrique du Sud.
La présidence de la compagnie passe à Fred Searls en 1947, qui fut longtemps le géologue le plus doué au service de Newmont. Searls prend sa retraite en 1954, et Plato Malozemoff est nommé président.
En 1965, est ouvert le site de Carlin (Nevada) : ce site aurifère, appelée Carlin Unconformity, reste le plus important jamais découvert aux États-Unis au XXe siècle. Dès 1971, Newmont pratique sur ce site la lixiviation en tas.
Dans les années 1980, Newmont acquiert Consolidated Gold Fields (ConsGold), T. Boone Pickens, Minorco, et Hanson Industries. Des opérations de diversification ont lieu, du fait d'un taux d'endettement sensible. Le siège déménage de New York à Denver en 1988. L'année suivante, James Goldsmith devient l'actionnaire principal, et demeure au conseil d'administration jusqu'en 1993.
En 1998, Newmont Mining Corporation et Newmont Gold Company, les deux principales branches du groupe, fusionnent pour donner naissance à un des plus gros producteurs d'or au monde, position renforcée en 2002 avec l'acquisition de Franco-Nevada (en) — qu'elle revendra en 2007.
En janvier 2019, Newmont annonce l'acquisition de Goldcorp pour 10 milliards de dollars, créant une nouvelle entité prenant le nom de Newmont Goldcorp, et qui devient le premier producteur mondial d'or devant Barrick Gold, ce dernier ayant lancé en septembre 2018 une acquisition d’envergure.
L'entreprise est en procès au Pérou pour avoir tenté d'intimider des paysans indigènes afin de s'approprier leurs terres.
En février 2023, Newmont annonce lancer une offre d'acquisition sur Newcrest Mining, qui été une ancienne de ses filiales jusque dans les années 1990, avec une offre de 16,9 milliards de dollars, fusion confirmée en novembre.

## Exploitation
Newmont Mining possède des mines dans le Nevada (États-Unis), en Indonésie, en Australie, au Ghana et au Pérou. Battle Mountain Gold et Normandy Mining sont ses principaux holdings. Franco-Nevada Corp. est redevenue indépendante en 2007, et est dirigée par Pierre Lassonde. À la fin de 2006, Newmont Mining produisait environ 5,9 millions d'onces d'or par an et détenait 94 millions d'onces d'or de réserve. Elle emploie quelque 15 000 salariés à travers le monde. Elle exploite également des mines de cuivre et d'argent.
Attirée par les avantages que représente l'exploitation dans les pays en développement - coûts réduits, rendements supérieurs, réglementations moins contraignantes -, Newmont Mining a créé des milliers d'emplois dans des régions déshéritées. Ainsi à Sumbawa par exemple, dans l'enceinte de Batu Hijau, Newmont Mining a fait surgir de la jungle une banlieue à l'américaine. Environ 2 000 des 8 000 employés de la mine y résident.
Les principaux sites miniers aurifères contrôlés par Newmont :
- Mine de Yanacocha (Pérou) : 80,9 tonnes d'or par an (exploitée par Newmont Mining)[3].
- Driefontein (Afrique du Sud):  35,7 tonnes d'or par an (exploitée par Goldfields)[3].
- Kloof (Afrique du Sud) : 28,4 tonnes d'or par an (exploitée par Goldfields)[3].
- Beatrix (Afrique du Sud) : 18 tonnes d'or par an (exploitée par Goldfields)[3].